# ميرزا محمد أباد
ميرزا محمد أباد هي قرية في مقاطعة خدا أفرين، إيران. عدد سكان هذه القرية هو 48 في سنة 2006.